# 西豫州 (唐朝)
西豫州，中国唐朝时设置的州。
唐高祖武德七年（624年），唐朝设置西豫州，治所在磨豫县（今云南省元谋县黄瓜园镇），下辖磨豫县、七部县（今云南省元谋县江边乡），唐太宗貞觀三年（629年）西豫州改名靡州，唐高宗永徽三年（652年）靡州降为羁縻州。唐玄宗天宝十三载（754年）靡州被南诏占领。